# Upstate New York

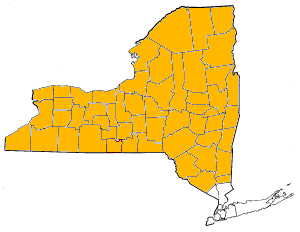
Una possibile definizione della regione (in arancione).

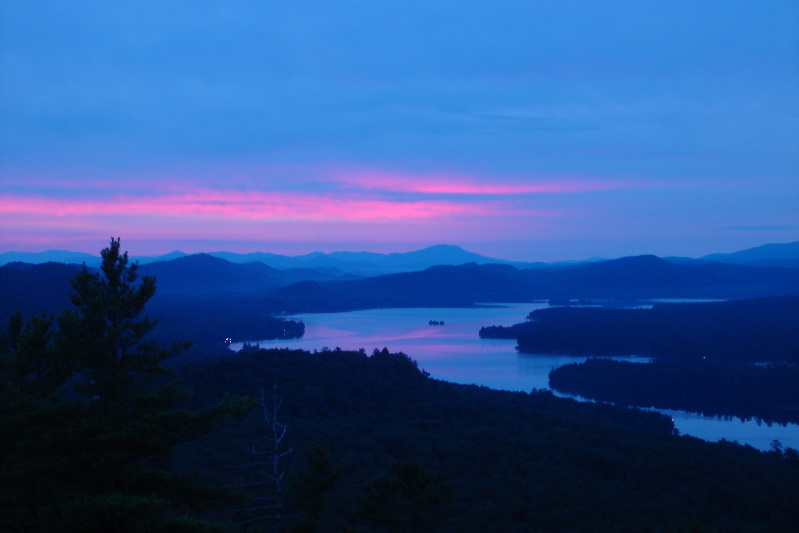
Uno dei Fulton Chain Lakes nell'Adirondack Park.

L'Upstate New York è una regione geografica costituita dalla porzione dello Stato di New York situata a nord dell'area metropolitana di New York. Sebbene il confine preciso sia dibattuto, esso generalmente esclude le cinque contee che formano la città di New York e Long Island, che fanno invece parte del Downstate New York, e la maggior parte delle definizioni esclude anche tutte o parte delle contee di Westchester e Rockland. Le principali città dell'Upstate New York da est a ovest sono Albany, Utica, Binghamton, Syracuse, Rochester e Buffalo.
La regione si caratterizza per un'ampia varietà paesaggistica, compresi i paesaggi urbani, suburbani, boschivi e rurali. Grazie alle sue vaste aree di campagna, l'Upstate New York è sede di un'importante industria agricola ed è nota per la produzione di latticini, sciroppo d'acero e frutta (soprattutto mele), oltre che per la produzione di vino.. L'industria manifatturiera, un tempo importante, ha oggi un ruolo secondario nell'economia della regione.
L'Upstate New York è delimitato ai margini settentrionale e occidentale dal fiume San Lorenzo e dai Grandi Laghi, e molti importanti fiumi hanno qui la sorgente, tra cui Susquehanna, Allegheny, Delaware e Hudson. Di conseguenza, la regione è una fonte significativa di energia idroelettrica (fin dalla creazione della prima diga idroelettrica al mondo da parte di Nikola Tesla alle Cascate del Niagara) e di acqua potabile (con più bacini idrici che servono la città di New York).
La regione ospita numerose famose destinazioni turistiche e ricreative, tra cui le Cascate del Niagara, i Monti Adirondack e Catskill, le Thousand Islands, la National Baseball Hall of Fame e i Finger Lakes.

## Storia

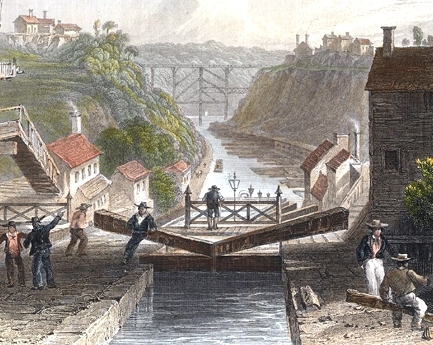
il Canale Erie a Lockport nel 1839

Prima della colonizzazione europea, la regione era popolata da diverse tribù di nativi americani. Fu sede della Confederazione Irochese, una confederazione indigena di sei tribù, conosciuta come le Sei Nazioni.
Henry Hudson fece la prima esplorazione europea registrata della regione nel 1609, e gli olandesi eressero Fort Orange (l'odierna Albany) nel 1624, che fu il primo insediamento permanente nello stato di New York. La regione fu sede di molte battaglie durante la guerra d'indipendenza americana, con gli Irochesi divisi tra sostenitori dei lealisti e sostenitori dei rivoluzionari. Dopo la fine della guerra, il Trattato di Fort Stanwix del 1784 diede il via a una serie di trattati e acquisti che videro gli Irochesi cedere la stragrande maggioranza delle loro terre ai neo-costituiti Stati Uniti d'America.
L'apertura nel 1825 del Canale Erie trasformò l'economia della regione e dello stato. Il canale facilitò il movimento di merci da tutto il Midwest e dalle città lungo i Grandi Laghi attraverso lo stato di New York e il porto di New York City. Di conseguenza, Upstate New York divenne un'importante sede produttiva durante la seconda rivoluzione industriale, dando vita a aziende come General Electric, IBM, Kodak e Xerox. La rapida industrializzazione portò a un grande afflusso di immigrati in tutta la regione. Dalla metà del XX secolo, la deindustrializzazione ha contribuito al declino economico e demografico e la regione è ora considerata parte della Rust Belt.

## Sport
Nei maggiori sport nordamericani, la regione ospita le due franchigie professionistiche dei Buffalo Bills (NFL) e dei Buffalo Sabres (NHL). In ambito universitario, sono di ottimo livello le rappresentative di pallacanestro e di football americano dell'Università di Syracuse. Tra gli altri sport è piuttosto popolare il lacrosse, con ben tre squadre che militano nella lega professionistica NLL: Buffalo Bandits, Rochester Knighthawks e Albany FireWolves.